# Вашингтон, Клоделл
Клоделл Вашингтон (англ. Claudell Washington, 31 августа 1954, Лос-Анджелес, Калифорния — 10 июня 2020, Оринда, там же) — американский бейсболист, аутфилдер. Выступал в Главной лиге бейсбола с 1974 по 1990 год. Победитель Мировой серии 1974 в составе «Окленд Атлетикс». Двукратный участник Матча всех звёзд лиги.

## Биография

### Ранние годы и начало карьеры
Клоделл Вашингтон родился 31 августа 1954 года в Лос-Анджелесе. Он был старшим из шести детей в семье. Его детство прошло в Беркли, там же он окончил школу. В бейсбол Клоделл начал играть в возрасте одиннадцати лет, выступал в различных детских лигах. За школьную бейсбольную команду он не играл, предпочитая баскетбол и лёгкую атлетику. В поле зрения скаутов клубов Главной лиги бейсбола Вашингтон попал в 1972 году. Тогда же он подписал контракт с клубом «Окленд Атлетикс».
Профессиональную карьеру Клоделл начал в составе команды «Кус-Бей/Норт-Бенд Эйс» в Северо-Западной лиге. В 33 матчах за клуб он отбивал с показателем 27,9 %, набрал 15 RBI и украл 9 баз. В 1973 году его перевели в «Берлингтон Бис» в Лигу Среднего Запада. Там Вашингтон провёл 108 игр, став лидером лиги по количеству сделанных ранов и войдя в число лучших по числу хитов, RBI и украденных баз. По итогам года он был включён в сборную звёзд лиги.

### Окленд Атлетикс
Первую часть сезона 1974 года Клоделл провёл в AA-лиге в составе «Бирмингем Эйс», а 1 июля его вызвали в основной состав «Окленда». Через четыре дня он дебютировал в Главной лиге бейсбола. Через три дня удар Вашингтона принёс команде победу над «Кливлендом», прервав 15-матчевую победную серию питчера Гейлорда Перри. После этой игры в прессе о нём начали писать как о восходящей звезде. В регулярном чемпионате 1974 года он сыграл в 73 матчах, отбивая с эффективностью 28,5 %. По его итогам Окленд вышел в плей-офф. В Чемпионской серии Американской лиги против Балтимора Клоделл реализовал три выхода на биту из одиннадцати (27,3 %). В Мировой серии, которую «Атлетикс» выиграли у «Лос-Анджелес Доджерс» 4:1, он выходил на поле во всех матчах и отбивал с показателем 57,1 %.
В 1975 году Вашингтон стал самым молодым игроком, когда-либо выходившим на поле в составе «Атлетикс» в День открытия сезона. На тот момент ему было 20 лет и 220 дней. Он занял место основного левого аутфилдера команды и принял участие в 114 матчах регулярного чемпионата, став лидером «Окленда» по показателю отбивания (30,8 %) и количеству украденных баз (40). Летом он впервые в карьере принял участие в Матче всех звёзд лиги. Команда по итогам сезона вышла в плей-офф, но в Чемпионской серии Американской лиги уступила «Бостону».
Перед стартом следующего сезона новый главный тренер команды Чак Таннер перевёл Вашингтона на место правого аутфилдера. По ходу чемпионата 1976 года он играл не столь ярко, как в предыдущих сезонах. Показатель отбивания Клоделла упал до 25,7 %, кроме того он был посредственным защитником, допустив одиннадцать ошибок. Этот показатель был худшим в лиге среди аутфилдеров. После окончания сезона за Вашингтоном закрепилась репутация четвёртого аутфилдера, способного отбивать, но ненадёжного для игры в стартовом составе. В последующее межсезонье «Окленд» покинули несколько ведущих игроков, в том числе и Клоделл. В марте 1977 года его обменяли в «Техас Рейнджерс» на двух игроков и денежную компенсацию.

### Три команды за четыре года
В составе «Рейнджерс» Вашингтон дебютировал удачно, к концу июня 1977 года его показатель отбивания составлял 34,8 %. Однако, он был недоволен ситуацией в команде. По мнению Клоделла, тренерский штаб не хотел брать на себя ответственность за результаты. После того как на посту главного тренера Фрэнка Луккези сменил Билли Хантер, его игровое время сильно сократилось. Год Вашингтон закончил с показателем эффективности 28,4 %, выбив 12 хоум-ранов, набрав 68 RBI и украв 21 базу. В мае 1978 года его вместе с Расти Торресом обменяли в «Чикаго Уайт Сокс» на Бобби Бондса.
В расположение новой команды Клоделл приехал с опозданием и травмой, полученной им во время игры в баскетбол. Владелец «Уайт Сокс» был возмущён, считая, что в «Рейнджерс» знали о проблемах игрока со здоровьем, и пытался получить дополнительную компенсацию. Дело разбиралось при участии президента Американской лиги Ли Макфейла, который оставил сделку в силе. Практически сразу попав в список травмированных, Вашингтон в сезоне 1978 года сыграл за «Чикаго» в 86 матчах, отбивая с показателем 26,4 % и допустив восемь ошибок. Так же неудачно в защите он играл и в следующем году. Недовольные болельщики «Уайт Сокс» разместили в правой части аутфилда баннер «Вашингтон спал здесь», а во время некоторых матчей даже бросали в него петарды. В июне 1980 года его обменяли в «Нью-Йорк Метс». Главный тренер команды Джо Торри положительно оценил игру новичка, которого брали как левостороннего бьющего, но отметил, что у него не было возможности дать ему постоянное место на поле. Он сыграл за команду в 79 матчах, выбив 10 хоум-ранов и набрав 42 RBI. После окончания сезона Клоделл отказался от предложения продлить контракт и заключил пятилетнее соглашение с «Атлантой Брэйвз».

### Атланта Брэйвз
Общая сумма контракта с клубом составила 3,5 млн долларов и это сделало Вашингтона одним из самых высокооплачиваемых игроков Главной лиги бейсбола. Годы, проведённые в составе «Атланты», стали одними из самых продуктивных в его карьере. В 1981 году Клоделл стал лучшим бьющим команды с показателем 29,1 %. Он также улучшил свою игру в защите, став третьим по надёжности среди правых аутфилдеров лиги. В 1982 году он провёл рекордные для себя 150 матчей регулярного чемпионата, выбив 16 хоум-ранов, набрав 80 RBI и украв 33 базы. В Чемпионской серии Национальной лиги того сезона «Брэйвз» проиграли «Сент-Луису», Вашингтон в этих играх реализовал три выхода на биту из девяти и заработал два уока.
В сезоне 1984 года Клоделл установил личный рекорд, выбив 17 хоум-ранов, и второй раз в карьере сыграл в Матче всех звёзд Главной лиги бейсбола. Однако, его игровые достижения отошли на второй план из-за проблем вне поля. В 1985 году Вашингтон был арестован за хранение марихуаны. В этот момент он находился на испытательном сроке из-за употребления кокаина двумя годами ранее, ему грозила 60-матчевая дисквалификация. Клоделл избежал наказания, пожертвовав часть зарплаты на поддержку программ по борьбе с наркозависимостью. Несмотря на это, владелец клуба Тед Тёрнер предложил ему подписать новый годичный контракт. Вашингтон согласился, когда главный тренер пообещал ему место в стартовом составе, но до конца отработать соглашение не сумел. 

### Заключительный этап карьеры
Тридцатого июня 1986 года Вашингтона обменяли в «Нью-Йорк Янкис». Суммарно в том сезоне он провёл 94 матча с 11 хоум-ранами, 30 RBI и 11 украденными базами. После завершения регулярного чемпионата он подписал с клубом новый контракт и отыграл за него ещё два года. Последний хороший сезон в лиге Клоделл провёл в 1988 году, когда сыграл 126 матчей с показателем отбивания 30,8 %. В апреле он выбил 10 000-й хоум-ран в истории «Янкис». В последующее межсезонье он подписал трёхлетний контракт с «Калифорнией Энджелс». По этому контракту он отыграл всего один сезон. В апреле 1990 года Вашингтона снова обменяли в «Янкис». Он сыграл в 33 матчах регулярного чемпионата и объявил о завершении игровой карьеры.

### После бейсбола
Закончив играть, Вашингтон вернулся в Калифорнию. В 2000-х годах он руководил строительной компанией в Окленде. 
В последние годы жизни он боролся с раком простаты. Клоделл Вашингтон скончался 10 июня 2020 года в возрасте 65 лет.